# Зорицич, Крис
Кристофер Винсент Зорицич (англ. Christopher Vincent Zoricich; 3 мая 1969) — новозеландский футболист хорватского происхождения, защитник.

## Карьера

### Клубная
Зорицич начинал свою карьеру в команде из Окленда «Папатоэтоэ». В начале 1990-х он переехал в Англию. Его первой командой стал клуб «Лейтон Ориент», в составе которого он провёл 59 встреч (в 13 из них он выходил на замену). В 1993 году Зорицич вернулся в Новую Зеландию, заключив контракт с командой «Сентрал Юнайтед», в составе которой играли футболисты с хорватскими корнями.
Не доиграв сезон до конца, Крис вынужден был подписать контракт с австралийским клубом «Брисбен Страйкерз», в котором отыграл два сезона, после чего снова отправился в Англию. Проведя одну игру в команде «Уэллинг Юнайтед», он заключил контракт с «Челси» Рууда Гуллита, но ни разу так и не сыграл в их составе, участвуя чаще всего в молодёжном турнире команд АПЛ.
В 1997 году Крис снова отправился в Австралию. В этот раз он играл за состав знакомого «Брисбен Страйкерз», а также за «Сидней Олимпик» и «Ньюкасл Юнайтед Джетс». В 2003 году он в третий раз отправился в Англию, где играл за разные клубы Национальной конференции. В 2005 году он завершил карьеру игрока, но в 2010 году снова возобновил её, выступая за один из новозеландских клубов.

### В сборной
Дебютировал в команде 27 марта 1988 в игре против Израиля. Провёл 57 игр, забил единственный гол на Кубке конфедераций 1999 в ворота сборной США, что, однако, не спасло новозеландцев от поражения 1:2. Также играл на Кубке конфедераций 2003

## Личная жизнь
Отец Иван, также профессиональный футболист. Брат Майкл, профессиональный теннисист, играл в Кубке Дэвиса.